# 贝叶棕
贝叶棕（学名：Corypha umbraculifera），为棕榈科贝叶棕属下的一个单子叶植物物种。貝葉棕具有世界最大的花序；則巨花魔芋是具有世界上最大的不分支花序；世界上最大的花朵則為阿诺尔特大花草的花。

## 形态
高约25米，直径约60厘米，环状叶痕密。叶大，扇状深裂，长1.5～2米，宽2.5～3.5米，裂片多达百片，裂至中部，剑形，先端浅2裂，长100厘米，宽9厘米；叶柄长2.5～3米，粗壮，宽10厘米。花序顶生，大型圆锥形，高4～5米，甚至更高，為分枝花序中最高的。花序轴包有多数佛焰苞，分枝花序由苞的裂缝中抽出，有30～35个分枝花序，有4级分枝，末级分枝上有几个小花枝，其上生花，乳白色小花，两性，有臭味。球形果实，直径3.5厘米，球形或卵球形种子，直径约2厘米。花期2～4月，开一次花即死，寿命35～60年。果期为次年5-6月。

## 分布
原分布于印度、斯里兰卡等亚洲热带；中国引入已有700多年历史，今西双版纳的佛寺内有少量栽培。

## 用途
佛经中的「貝多羅樹」或「多羅樹」指貝葉棕或糖棕（又名扇椰子），也可能指孟加拉貝葉棕。
印度和中国傣族用贝叶棕的叶书写佛经，俗名“贝叶经”；花序含糖可制糖，亦为绿化观赏植物。